# Легенда про Івана Босого
Легенда про Івана Босого - український короткометражний фільм режисера Сергія Силява.

## Про фільм
За мотивами оповідання В. Підмогильного «Іван Босий»
Це історія про людину, яка передчуваючи трагічність власної долі, робить усвідомлений вибір – протидіяти кривді, що опанувала його рідну землю, аби відновити священну справедливість та божу правду.